# زیباموش کپه‌داغ
زیباموش کپه‌داغ یا زیباموش بلخان بزرگ (نام علمی: Calomyscus mystax) گونه‌ای از جوندگان تیرهٔ Calomyscidae است. در جنوب غربی ترکمنستان، شمال ایران و جنوب آذربایجان یافت می‌شود. نخستین بار توسط جانورشناس و بوم‌شناس مشهور شوروی، دانیل نیکولاویچ کشاروف (1878 – ۱۹۴۱) در سال ۱۹۲۵ کشف شد. نام آن از کوه‌های بلخان بزرگ گرفته شده است.